# 塔氏金翅雀鯛
塔氏金翅雀鯛（學名：Chrysiptera talboti），又稱塔氏刻齒雀鯛，是輻鰭魚綱鱸形目雀鯛科金翅雀鯛屬的其中一種，其種名是為紀念雪梨澳洲博物館館長、該類型的收藏家、漁業科學家 Frank H. Talbot，分布於西太平洋，從安達曼海至斐濟，北至帛琉, 南至大堡礁的南方海域，深度3至35公尺，本魚體呈橢圓形而側扁，頭部和腹鰭鮮黃色，其餘顏色為紫色，背鰭硬棘基部有一大黑斑，背鰭硬棘13枚、背鰭軟條11-12枚、臀鰭硬棘2枚、臀鰭軟條11-13枚，體長可達6公分，棲息在珊瑚生長茂密的臨海礁坡，通常單獨活動，以浮游生物為食，繁殖期成對出現，雄魚會守護魚卵至孵化，生活習性不明。